# Römhild
Römhild – miasto w Niemczech, w kraju związkowym Turyngia, w powiecie Hildburghausen. Do 30 grudnia 2012 siedziba wspólnoty administracyjnej Gleichberge, która dzień później została rozwiązana.

## Położenie
Römhild leży w południowej Turyngii, w regionie pokładów wapnia muszlowego (Grabfeld), w historycznej krainie Henneberger Land, nad granicą Bawarii, między miastami Meiningen, Hildburghausen i Bad Königshofen im Grabfeld.

## Historia
Römhild może się poszczycić tytułem "miasta rezydencyjnego" (Residenzstadt), gdyż przez 30 lat, od 1680 do 1710 było stolicą osobnego księstwa linii ernestyńskiej dynastii Wettynów, zwanego Saksonia-Römhild. Od 2500 p.n.e. do 500 n.e tereny koło Römhildu zasiedlone były przez Celtów, którzy jako pierwsi zaczęli wykorzystywać pokłady gliny koło dzisiejszego miasta i zajmować się garncarstwem, które do dziś jest uprawiane w mieście.
Pierwsza wzmianka o locus Rotmulte jako własności klasztoru w Fuldzie pochodzi z roku 800. Prawa miejskie Römhild uzyskał w roku 1300 poprzez nadanie jednego z hrabiów Henneberga. W 1498 miasto uzyskało przywilej targowy.
W następnych stuleciach miasto dostało się pod władzę ernestyńskich Wettynów i należało kolejno do księstw Saksonia-Coburg, Saksonia-Altenburg, Saksonia-Saalfeld i Saksonia-Meiningen i Hildburghausen, przy którym pozostało do roku 1918.
W czasie III Rzeszy kamieniołomy bazaltowe w pobliżu Römhildu stały się miejscem kaźni ok. 250 jeńców wojennych z Polski, których zmuszano do ciężkiej pracy przymusowej. Od 1943 w pobliżu miasta działał także obóz karny dla ok. 600 krnąbrnych pracowników z narodów "obcych", czyli niespokrewnionych rasowo z Niemcami, którzy tak jak polscy jeńcy musieli pracować w kamieniołomach i lasach. Liczbę ofiar oblicza się na co najmniej 300, poza tym w 1945 zapędzono 70 ciężko chorych pracowników do jednej ze sztolni kamieniołomów i wysadzono w powietrze wejście, co skazało ich na pewną śmierć. Po wojnie jednym z osądzonych i skazanych na dożywocie za te zbrodnie był burmistrz Römhild Alfred Schmidt.
W czasach NRD Römhild stał się stolicą ganrcarstwa. Otwarto największą w Europie firmę garncarską (Töpferhof Gramann) i urządzano od 1975 międzynarodowe sympozja garncarskie, których tradycję odnowiono w 2008.
31 grudnia 2012 do miasta przyłączono gminę Gleichamberg oraz cztery gminy, które wchodziły w skład wspólnoty administracyjnej Gleichberge: Haina, Mendhausen, Milz oraz Westenfeld. Wspólnota ta została rozwiązana.

## Zabytki
Główne zabytki Römhildu:

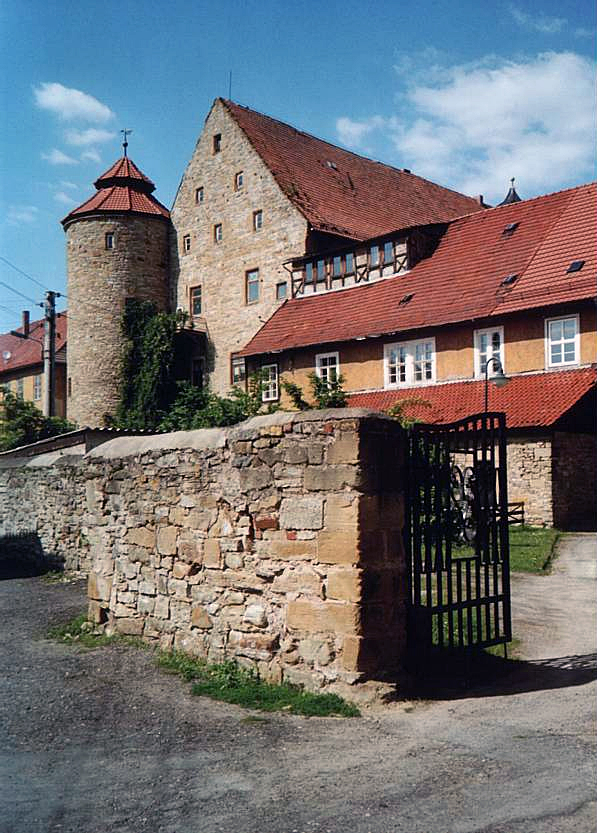
Zamek Glücksburg w Römhild

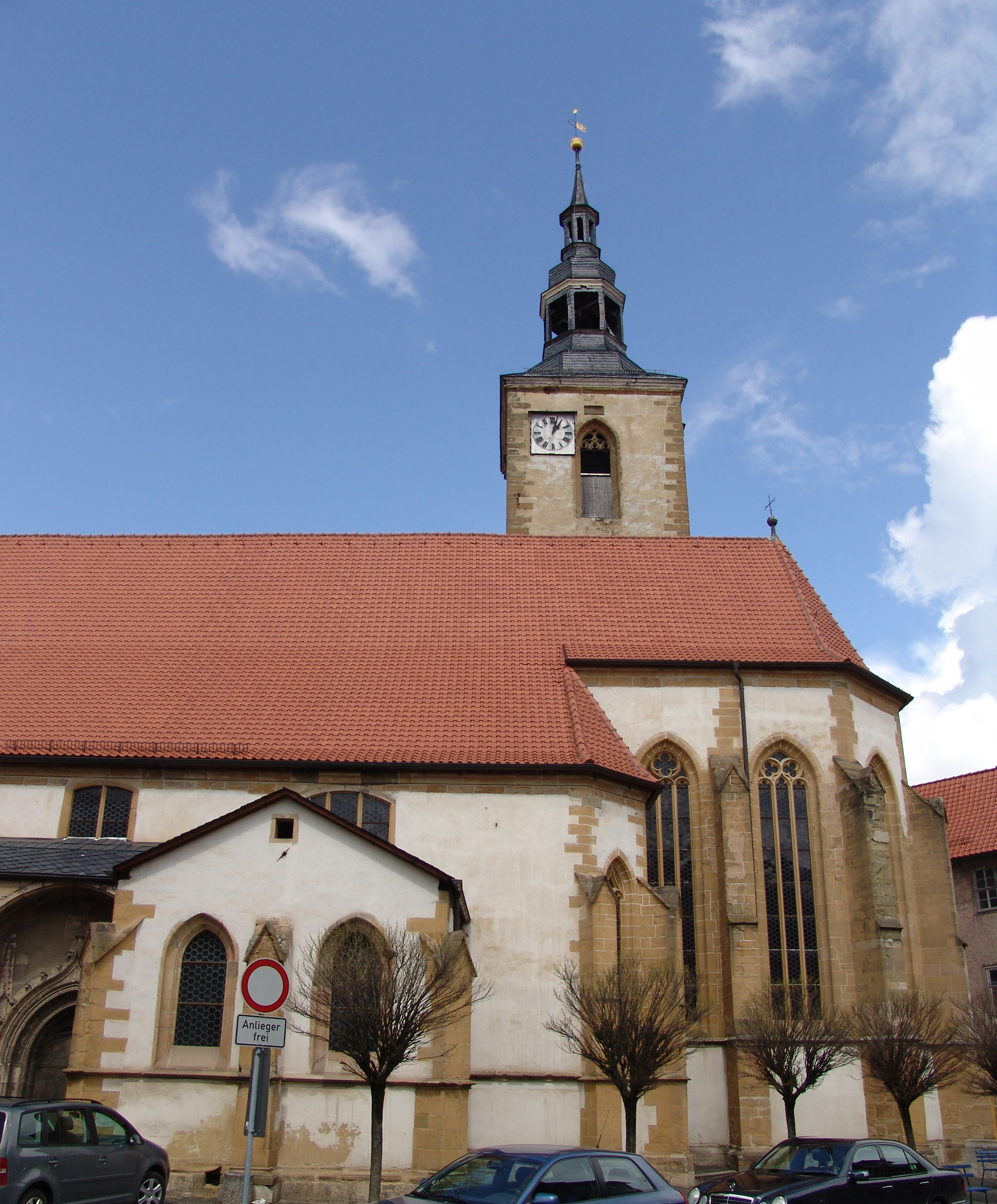
Kościół poklasztorny w Römhild

- późnogotycki zamek Glücksburg, wzniesiony w 1465 przez hrabiego Henneberga Fryderyka II i rozbudowany przez jego syna i następcę Hermana VIII w roku 1491. W latach istnienia księstwa Saksonia-Römhild zamek był rezydencją panującego,
- kościół poklasztorny (ob. fara) z czasów rządów opatów z Fuldy, wzniesiony ok. 1300, wielokrotnie przebudowywany,
- groby więźniów z obozu pracy przymusowej (169 osób) i ich pomniki na Cmentarzu Miejskim oraz przy wejściu do dawnych kamieniołomów.

## Gospodarka
Głównymi pracodawcami w mieście są szpital należący do Allgemeine Hospitalsgesellschaft (AHG) oraz fabryka pieców przemysłowych ELIOG. Oprócz tego ludność trudni się głównie rzemiosłem i usługami.

## Demografia
Od XVII wieku do dziś, liczba mieszkańców Römhildu pozostaje prawie na tym samym poziomie, od 1 400 w 1631 do 1 886 w 2009.

## Polityka
W mieście rządzi od wyborów w 2004 roku lokalna partia Kommunale Interesengemeinschaft Römhild (KIR). Spośród 12 radnych 7 należy do KIR, 3 do Die Linke i 2 do SPD. Frekwencja wyborcza była wysoka, 65,1%.

## Współpraca
Miejscowość partnerska:
- Bad Königshofen im Grabfeld, Bawaria